# 賢者の海
賢者の海（けんじゃのうみ）（才知の海とも）は、月の南半球に位置する月の海の一つであり、月の裏側にある。賢者の海は先ネクタリス代に作られた盆地であり、後期インブリウム代の地層が表面を覆っている。賢者の海の中にある黒っぽい円形の地形はトムソンであり、直径は112キロメートルある。賢者の海の表面は溶岩に覆われており、厚さはほとんどない。賢者の海の南にある明るい灰色のクレーターはオーブルチェフである。